# Nicolae Bîlbă
Nicolae (Neculai) Bîlbă (n. 15 decembrie 1939, Mihăileni, România) este un inginer chimist, cercetător și profesor universitar, cunoscut în special pentru contribuțiile sale în domeniile știința materialelor, inginerie chimică și tehnologie chimică.

## Educație
Nicolae Bîlbă urmează școala primară în satul natal, continuându-și studiile în cadrul Colegiului Național „Eudoxiu Hurmuzachi” din Rădăuți (anul absolvirii: 1957).
Între 1958-1963 urmează Facultatea de Chimie, Universitatea „Alexandru Ioan Cuza” din Iași, iar în 1974 obține diploma de Doctor în Chimie la aceeași facultate (profesor coordonator: Vasile Ababi). Între 1974-1975 beneficiază de un stagiu de cercetare postdoctorală în cadrul Departamentului de Știința Materialelor, Universitatea Texas la Austin (profesor coordonator: Hugo Steinfink).

## Activitate profesională

### Activitate didactică
După absolvirea facultății (1963), Nicolae Bâlbă este angajat în cadrul Facultății de Chimie, Universitatea „Alexandru Ioan Cuza” din Iași, unde activează până în 2006, la retragerea din activitate (din 2007 - profesor asociat - emeritus). Predă cursuri de „Tehnologie industrială”, „Tehnologie chimică”, „Bazele chimiei”, „Chimie generală” și „Știința materialelor”. Introduce noi domenii de studii și coordonează activitațile de predare și lucrările de laborator. Este autor a șapte cursuri și trei manuale de laborator, precum și a cinci monografii. Pericipă activ la popularizarea științei și a diferitelor personalități științifice. În 1990 obține titlul de conducător de doctorat în domeniul Știința materialelor.

### Activitatea de cercetare
În paralel cu activitatea didactică desfășoară o intensă activitate de cercetare, în special în domeniile: (1) studiul echilibrelor sistemelor binare și ternare în lichide polare; (2) sinteza și caracterizarea unor zeoliți micro- și mezoporoși și utilizarea acestora în cataliză, sorbție și schimb ionic. Rezultatele obținute sunt publicate în aproximativ 200 de articole (62 ISI), însumând circa 750 de citări în diverse lucrări științifice (h-index= 17).
Coordonează sau face parte din echipa a 53 de granturi de cercetare. Este coautor a 20 brevete de invenții, unele aplicate industrial. Participă la expoziții internaționale de inventică, obținând diverse distincții.

## Publicații relevante (selecție)
- Antibacterial activity of silver-modified natural clinoptilolite, J. Mater. Sci. 46 (2011) 7121-7128[7]
- ZnO nanoparticles supported on mesoporous MCM-41 and SBA-15: A comparative physicochemical and photocatalytic study, J. Mater. Sci. 45 (2010) 5786-5794[8]
- Effect of crystallization temperature on the synthesis of ETS-4 and ETS-10 titanosilicates, J. Porous. Mater. 16 (2009) 527-536[9]
- Synthesis, structural characterization and photocatalytic activity of Ti-MCM-41 mesoporous molecular sieves, J. Porous. Mater. 16 (2009) 108-118[10]
- A simple way to design highly active titania/ mesoporous silica photocatalysts, Stud. Surf. Sci. Catal. 174(Suppl. A) (2008) 377-380[11]
- Synthesis of titanosilicate ETS-10 in presence of cetyltrimethylammonium bromide, Micropor. Mesopor. Mater. 112 (2008) 425-431[12]
- Influence of the synthesis parameters of TiO2-SBA-15 materials on the adsorption and photodegradation of rhodamine-6G, Micropor. Mesopor. Mater. 110 (2008) 100-110[13]
- ETS-10 synthesizes from gels with dodecyltrimethylammonium bromide, J. Thermal. Anal. Calorim. 88 (2007) 431-435[14]
- Growth of anatase nanoparticles inside the mesopores of SBA-15 for photocatalytic applications, Catal. Commun. 8 (2008) 527-630[15]
- Removal of mercury(II) ions from aqueous solutions by the polyacrylamidoxime chelating fiber, Sep. Sci. Technol. 42 (2007) 171-184[16]
- Structural features and photocatalytic behavior of titania deposited within the pores of SBA-15, Appl. Catal. A. 312 (2006) 153-164[17]
- Purification of waste waters containing 60Co2+, 115mCd2+ and 203Hg2+ radioactive ions by ETS-4 titanosilicate, J. Radioanal. Nucl. Chem. 269 (2006) 155-160[18]
- On the crystallization mechanism of ETS-10 titanosilicate synthesized in gels containing TAABr, Thermochim. Acta 435 (2005) 213-221[19]
- Synthesis and characterization of ET(P)S-4 and ET(P)S-10, Micropor. Mesopor. Mater. 80 (2005) 263-268[20]
- Influence of the TAABr salts on the crystallization of ETS-10, Micropor. Mesopor. Mater. 71 (2004) 77-85[21]
- Synthesis of a polyscrylamidoxime chelating fiber and its efficiency in the retention of palladium ions, J. Appl. Polym. Sci. 92 (2004) 3730-3735[22]
- Synthesis and characterization of the microporous titanosilicates ETS-4 and ETS-10, Micropor. Mesopor. Mater. 56 (2002) 227-239[23]
- Macoveanu, M., Bîlbă, N., Bîlbă, D., Gavrilescu, M., Șoreanu, G., „Procese de schimb ionic în protecția mediului”, Ed. Matrixrom, București, 2002[24]
- Asaftei, I.V., Bîlbă, N., Iofcea, G., „Elemente de cataliză”, Ed. Cermi, Iași, 2002[25]
- Cruceanu, M., Popovici, E., Vlădescu, L., Bîlbă, N., „Site moleculare zeolitice”, Ed. Științifică și Enciclopedică, București, 1986[26]